# NGC 10
NGC 10 je vmesna spiralna galaksija v ozvezdju Kiparja. Njen navidezni sij je 13,3m. Od Sonca je oddaljena približno 91,2 milijonov parsekov, oziroma 297,45 milijonov svetlobnih let,
Galaksijo je odkril John Herschel 25. septembra 1834.